# Raymond Duchamp-Villon

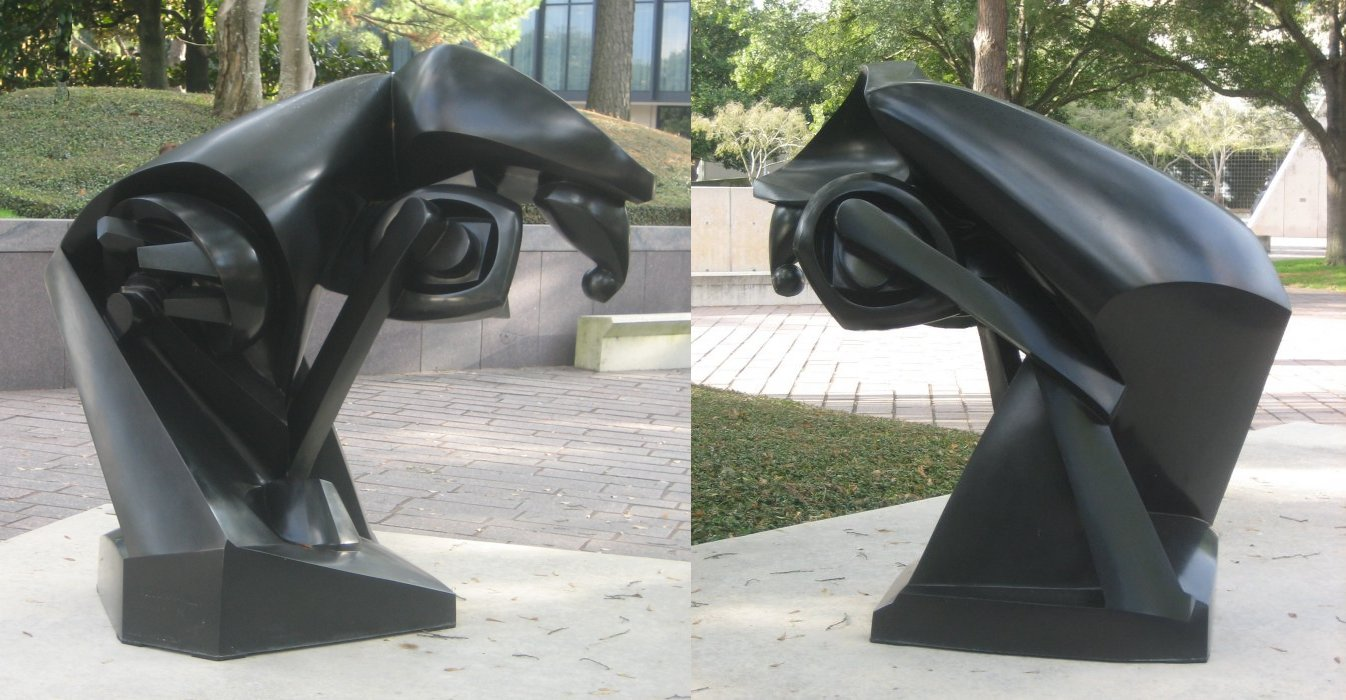
Raymond Duchamp-Villon, Dos vistas de El caballo grande, bronce, 1914, Museum of Fine Arts, Houston

Raymond Duchamp-Villon (5 de noviembre de 1876 - 9 de octubre de 1918) fue un escultor francés.
Pierre-Maurice-Raymond Duchamp, nació en Damville, Eure, en la región de Alta Normandía (Francia). Fue el segundo hijo de Eugene y Lucie Duchamp. De los seis hijos de la familia Duchamp, cuatro se convertirán en artistas exitosos. Era hermano de:
- Jacques Villon (1875–1963), pintor, impresor
- Marcel Duchamp (1887–1968), pintor, escultor y autor
- Suzanne Duchamp-Crotti (1889–1963), pintora

Desde 1894 hasta 1898 Raymond Duchamp-Villon vivió en el barrio de Montmartre en París junto con su hermano Jacques y estudió medicina en la Sorbonne. En 1898 la fiebre reumática lo obliga a abandonar sus estudios y lo deja parcialmente incapacitado por algún tiempo. Este evento fortuito altera el curso de su vida ya que comienza a interesarse por la escultura. Inicialmente produce estatuillas de pequeñas dimensiones en un modo autodidacta, y alcanza una destacable habilidad y conocimiento. En 1902 y 1903, expone sus trabajos en el Salon de la Société Nationale des Beaux-Arts pero para diferenciarse de su hermano artista, comienza a usar el nombre Duchamp-Villon en todas sus obras.
En 1905 Duchamp-Villon realiza su primera exposición en el Salon d'Automne y otra en la Galerie Legrip en Rouen junto con su hermano Jacques. Dos años más tarde se mudan a la villa de Puteaux en las afueras de París donde los tres hermanos Duchamp forman parte de una reunión regular de artistas y críticos de arte que se denominó el Grupo de Puteaux. La reputación de Raymond ya era tan destacada que se lo designó miembro del jurado de la sección de escultura del Salon d'Automne en 1907 y promovió el movimiento Cubista. 
A fines de 1916, Raymond Duchamp-Villon contrae fiebre tifoidea mientras se encontraba en los cuarteles militares en Champagne. Es trasladado al hospital militar de Cannes donde fallece.